# Degeberga
Degeberga est une localité suédoise située dans la commune de Kristianstad en Scanie.
Sa population était de 1 349 habitants en 2019.